# Mosquée du territoire fédéral
La mosquée du territoire fédéral, en malais Masjid Wilayah Persekutuan, est une mosquée située à Kuala Lumpur, en Malaisie. Elle est située près du complexe MATRADE (en) et du complexe gouvernemental fédéral de Jalan Duta (en).
Elle peut accueillir environ 17 000 croyants.

## Histoire
La mosquée du territoire fédéral est construite entre 1998 et 2000. Elle est située sur un site de cinq hectares adjacent au complexe gouvernemental de Jalan Duta. Elle est ouverte au public le 25 octobre 2000, inaugurée par le 12e Yang di-Pertuan Agong, Tuanku Syed Sirajuddin ibni Almarhum Syed Putra Jamalulail. 
Elle est la 44e mosquée construite par le gouvernement sur le territoire de la ville.

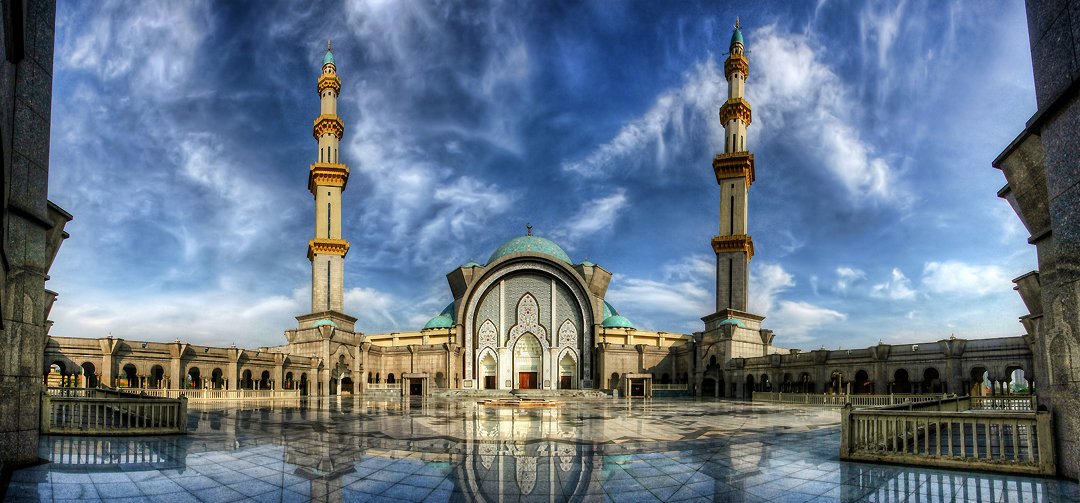
Vue panoramique en HDR de la mosquée depuis sa cour principale.